# Astathes dimidiata
Astathes dimidiata är en skalbaggsart som först beskrevs av Hippolyte Louis Gory 1844.  Astathes dimidiata ingår i släktet Astathes och familjen långhorningar.
Artens utbredningsområde är Burma. Inga underarter finns listade.